# The Best Of Kim Min Jong
《The Best Of Kim Min Jong [compilation]》은 김민종의 음반이다.

## 트랙
1. 친구를 위해    4:56
2. Endless Love   4:52        작사:김민종 작곡:서영진
3. 갈 수 없는 하늘   4:37
4. 널 위한 나   4:40
5. 이왕 시작된 인생   4:10
6. 그대 곁에서    4:42
7. 나의 곁엔 언제나   4:14
8. 세상 끝에서의 시작   4:21
9. 그래도 그대는 나의 영원한 사랑이야   5:14
10. 착한 사랑   5:06
11. 기억해 줘  4:47
12. 기다릴수 있는 사랑  4:32
13. 힘겨운 사랑을 위해   4:29